# 히키미카미촌
히키미카미촌(匹見上村)은 시마네현 미노군에 있던 촌이다. 현재의 마스다시에 해당한다.